# Gilbert A. Pierce

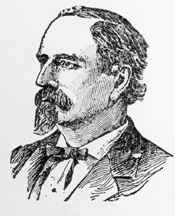
Gilbert A. Pierce

Gilbert Ashville Pierce (* 11. Januar 1839 in East Otto, Cattaraugus County, New York; † 15. Februar 1901 in Chicago, Illinois) war ein US-amerikanischer Politiker und von 1884 bis 1886 der achte Gouverneur des Dakota-Territoriums. Später gehörte er als Vertreter North Dakotas dem Senat der Vereinigten Staaten an.

## Frühe Jahre und politischer Aufstieg
Gilbert Pierce besuchte die örtlichen Schulen seiner Heimat und zog im Jahr 1854 mit seinen Eltern nach Indiana. Später studierte er an der University of Chicago Literatur und Jura. Während des Bürgerkrieges diente er in der Unionsarmee und stieg dabei vom Leutnant bis zum Oberstleutnant auf. Nach dem Krieg praktizierte er in Valparaiso als Anwalt. Im Jahr 1869 war er für kurze Zeit Abgeordneter im Repräsentantenhaus von Indiana, ehe er bei der Verwaltung des US-Senats angestellt wurde. Dort verblieb er bis 1871. In den folgenden zwölf Jahren war er in Chicago als Zeitungsverleger und auch als Schriftsteller tätig. Er war Autor mehrerer Theaterstücke.

## Territorialgouverneur
Im Jahr 1884 wurde Pierce von Präsident Chester A. Arthur zum neuen Gouverneur des Dakota-Territoriums ernannt. Als er dort eintraf, fand er eine politisch desolate Lage vor. Sein Vorgänger Nehemiah G. Ordway war wegen Korruption verurteilt und abgesetzt worden und hatte ein politisches Chaos hinterlassen. Unter anderem hatte Ordway die Hauptstadt von Yankton nach Bismarck verlegt, was bei vielen Bürgern auf Widerstand gestoßen war. Als Zeichen des guten Willens legte Pierce seinen Amtseid in der alten Hauptstadt ab, entschloss sich aber dann doch, in Bismarck zu bleiben, auch wenn es Bestrebungen gab, die Hauptstadt nach Pierre zu verlegen. Allmählich gewann der Gouverneur den Respekt seiner Landsleute. In Rapid City wurde eine Bergwerksschule gegründet. Außerdem setzte er sich für den Beitritt des Gebiets zu den USA ein. Bereits 1885 wollte der Süden des Territoriums der Union beitreten und hatte bereits eine Verfassung ausgearbeitet. Allerdings wurde der Plan in Washington, D.C. noch abgelehnt. Auf der anderen Seite lehnte er es ab, das Frauenwahlrecht in seinem Territorium einzuführen. Zu Anfang seiner Amtszeit profitierte Pierce noch von einem wirtschaftlichen Aufschwung, der durch eine große Einwanderungswelle und den Ausbau der Eisenbahn begünstigt wurde. Eine Trockenheit in den Jahren 1886 und 1887 brachte den Aufschwung allerdings zum Erliegen. Im August 1886 erklärte Pierce seinen Rücktritt; er blieb aber noch bis Februar 1887 im Amt.

## Senator und Botschafter
Nach dem Ende seiner Gouverneurszeit war Pierce zunächst in Bismarck als Korrespondent einer Zeitung aus Saint Paul in Minnesota tätig. Nach dem Beitritt der beiden Dakotastaaten zu den Vereinigten Staaten im Jahr 1889 vertrat er North Dakota bis 1891 im US-Senat. Anschließend zog er nach Minneapolis in Minnesota und wurde dort wieder im Zeitungsgeschäft tätig. Im Jahr 1893 ernannte ihn Präsident Benjamin Harrison zum amerikanischen Botschafter in Portugal. Dieses Amt musste er aber aus gesundheitlichen Gründen schon nach wenigen Monaten aufgeben. Gilbert Pierce starb im Februar 1901.
Nach ihm ist Pierce County in North Dakota benannt.